# Sterling (condado de Polk, Wisconsin)
Sterling es un pueblo ubicado en el condado de Polk en el estado estadounidense de Wisconsin. En el Censo de 2010 tenía una población de 790 habitantes y una densidad poblacional de 4,73 personas por km².

## Geografía
Sterling se encuentra ubicado en las coordenadas 45°36′34″N 92°45′21″O / 45.60944, -92.75583. Según la Oficina del Censo de los Estados Unidos, Sterling tiene una superficie total de 166.89 km², de la cual 163.69 km² corresponden a tierra firme y (1.92%) 3.2 km² es agua.

## Demografía
Según el censo de 2010, había 790 personas residiendo en Sterling. La densidad de población era de 4,73 hab./km². De los 790 habitantes, Sterling estaba compuesto por el 96.71% blancos, el 0.38% eran afroamericanos, el 0.51% eran amerindios, el 0.51% eran asiáticos, el 0% eran isleños del Pacífico, el 0.25% eran de otras razas y el 1.65% pertenecían a dos o más razas. Del total de la población el 1.52% eran hispanos o latinos de cualquier raza.